# Henrietta Godolphin, 2. vévodkyně z Marlborough
Henrietta Godolphinová, 2. vévodkyně z Marlborough (anglicky Henrietta Godolphin, 2nd Duchess of Marlborough, 19. července 1681 – 24. října 1733) byla dcerou armádního generála Johna Churchilla, vévody z Marlborough a Sarah Jenningsové, vévodkyně z Marlborough, blízké přítelkyně královny Anny.

## Život
Narodila se jako Henrietta Churchillová (celým jménem Henrietta Godolphinová, 2. vévodkyně z Marlborough, princezna z Mindelheimu, princezna z Mellenburgu, princezna Svaté říše římské, hraběnka z Godolphinu, anglicky Henrietta Godolphin, 2nd Duchess of Marlborough, Princess of Mindelheim, Princess of Mellenburg, Princess of the Holy Roman Empire, Countess of Godolphin) a když se její otec stal v roce 1682 skotským lordem, získala oslovení ctihodná (Honourable) Henrietta Churchillová. Od roku 1689, kdy se otec stal hrabětem z Marlborough zněl její titul Lady Henrietta Churchillová. V roce 1706 byl její tchán Sidney Godolphin povýšen na hraběte, načež jako manželka Francise Godolphina užívala titul vikomtesy Rialton. V roce 1712 se manželovým nástupem v hrabství Godolphin stala hraběnkou z Godolphinu.
Zákon z roku 1706 povolil dcerám 1. vévody dědit jeho anglické tituly. Po otcově smrti v roce 1722 se Henrietta stala suo jure 2. vévodkyní z Marlborough.

## Rodina
S manželem Francisem Godolphinem, 2. hrabětem z Godolphinu, za něhož se provdala v roce 1698, měla pět dětíː
- William Godolphin, markýz z Blandfordu (1700–1731)
- Lord Henry Godolphin
- Harriet Godolphinová (1701–1776), manžel Thomas Pelham-Holles, 1. vévoda z Newcastle (1694–1768), britský premiér
- Lady Margaret Godolphinová
- Mary Godolphinová (1723–1764), manžel Thomas Osborne, 4. vévoda z Leedsu (1713–1789); podle některých pramenů Mary ve skutečnosti nebyla dcerou 2. hraběte z Godolphinu, ale dramatika Williama Congreva.

Vévodkyně Henrietta zemřela 24. října 1733 v Harrow, Middlesexu a 9. listopadu 1733 byla pohřbena ve Westminsterském opatství. Její tituly zdědil její synovec, 5. hrabě ze Sunderlandu.

## Tituly a oslovení
- 1681–1682: Slečna Henrietta Churchillová
- 1682–1689: Ctihodná Henrietta Churchillová
- 1689–1698: Lady Henrietta Churchillová
- 1698–1706: Lady Henrietta Godolphinová
- 1706–1712: Vikomtesa Rialtonová
- 1712–1722: The Right Honourable hraběnka z Godolphinu
- 1722–1733: Její Milost vévodkyně z Marlborough

Vévodkyně nezdědila otcovy říšské tituly, protože na ty se vztahoval sálský zákon. Byla však po otci také princeznou Svaté říše římské, z Mindelheimu a Mellenburgu.